# Pełczyce
Pełczyce (Bernstein fino al 1945) è un comune urbano-rurale polacco del distretto di Choszczno, nel voivodato della Pomerania Occidentale.
Ricopre una superficie di 200,81 km² e nel 2005 contava 8 081 abitanti.